# 沃爾納特格羅夫 (伊利諾伊州帕特南縣)
沃爾納特格羅夫（英語：Walnut Grove）是位於美國伊利諾伊州普特南縣的一個非建制地區。該地的面積和人口皆未知。

## 地理
沃爾納特格羅夫的座標為41°10′36″N 89°21′39″W / 41.17667°N 89.36083°W，而該地的平均海拔高度為139米（即456英尺）。